# 1920 год в истории метрополитена
В этой статье перечисляются основные  события из истории метрополитенов в 1920 году. Полужирным шрифтом выделены открытия новых транспортных систем.

## События
- 11 марта — открыты станции «Корт-стрит» и «Джей-стрит — Метротек» на линии Четвёртой авеню Нью-Йоркского метрополитена.
- 1 мая — открыта станция «Нептьюн-авеню» на линии Калвер Нью-Йоркского метрополитена.
- 30 мая — открыты станции «Паркчестер», «Сент-Лоренс-авеню», «Моррисон-авеню — Саундвью», «Элдер-авеню», «Уитлок-авеню» на линии Пелем Нью-Йоркского метрополитена.
- 1 августа — открыты станции «Атлантик-авеню — Барклайс-центр» и «Седьмая авеню» на линии Брайтон Нью-Йоркского метрополитена.
- 23 августа — открыты станции Нью-Йоркского метрополитена:
  - «Берген-стрит», «Гранд-Арми-Плаза», «Истерн-Паркуэй — Бруклинский музей», «Франклин-авеню», «Ностранд-авеню», «Кингстон-авеню», «Краун-Хайтс — Ютика-авеню» на линии Истерн-Паркуэй.
  - «Президент-стрит», «Стерлинг-стрит», «Уинтроп-стрит», «Черч-авеню», «Беверли-роуд», «Ньюкерк-авеню», «Флатбуш-авеню — Бруклинский колледж» на линии Ностранд-авеню.
- 4 октября — открыты станции «210-я улица — Уильямсбридж», «204-я улица», «200-я улица» на линии Третьей авеню Нью-Йоркского метрополитена. Станции были закрыты 29 апреля 1973 года.
- 24 октября — открыты станции «Пелем-Бей-парк», «Бьюр-авеню», «Мидлтаун-роуд», «Уэстчестер-сквер — Ист-Тремонт-авеню», «Зерига-авеню», «Касл-Хилл-авеню» на линии Пелем Нью-Йоркского метрополитена.
- 24 декабря — открыты станции «Саттер-авеню — Ратленд-роуд», «Саратога-авеню», «Рокавей-авеню», «Джуниус-стрит», «Пенсилвейния-авеню» на линии Нью-Лотс Нью-Йоркского метрополитена.
- 31 декабря — открыта станция «Уэйкфилд — 241-я улица» на линии Уайт-Плейнс-роуд Нью-Йоркского метрополитена.